# نینه رود
رودخانه نینه رود یکی از رودخانه‌های استان قزوین منطقه الموت است.
سرچشمه این رودخانه که در الموت غربی واقع شده است از چشمه‌ساران واقع در منطقه بین روستاهای «هیر» و «ویار» می‌باشد. این رودخانه پس از طی مسیر خود به شاهرود پیوسته و به دریاچه خزر می‌پیوندد.